# 프리패브리케이션

프리패브리케이션(prefabrication) 또는 프리패브화는 공장이나 기타 제조 지역의 구조 부품들을 조합하고 건설 지역에 운송하여 구조물을 위치시키는 것을 의미한다.
이 기법은 주택뿐 아니라 고층빌딩 등 수많은 지역에 적용된다. 고층화한다는 것은 지금까지보다도 더 많은 재료를 지상으로부터 상당히 높은 곳까지 운반하여야만 하는 것이기 때문에 가볍게, 더욱이 소수의 인원으로 공사가 이루어지도록 하지 않으면 안 된다. 그래서 패널화(化)·유니트화(化)라는 것이 필연적으로 나오게 된다. 커튼월의 사고 방식도 이러한 것에서 나왔다.
프리패브 주택의 건축 방법에는 크게 나눠서 2종류가 있다. 그 하나로는 패널 방식이라고 해서 지붕·천장·벽·마루 등의 부위(部位)마다에 패널을 공장에서 만들어 현장으로 운반해다 조립하는 방법이다. 현재 선진 제국의 프리패브 주택의 대부분은 이러한 방법으로 만들어진다.
집 전체를 공장에서 만들지 않고 패널화하는 이유는, 우선 수송이 편하기 때문이다. 집 전체를 공장에서 만들더라도 이를 실을 수 있는 트럭이 우선 없으며, 만일 있다고 하더라도 그렇게 큰 트럭이 통과할 수 있는 도로 역시 많지 않다. 또 패널을 결합시키는 방법을 변경시킴으로써 여러 모양의 생활 조건에 맞는 여러 종류의 주택을 만들 수 있다는 것도 커다란 이유가 된다.
또 하나의 프리패브 주택의 방법은 유니트 방식이다. 거실·침실·욕실 등 방으로서 만들어진 공간단위(유니트)를 미리 방으로서 만들어 놓고서, 이 유니트를 짜맞추어 가는 방식이다. 선진국에서는 이 방법을 채용하고 있는 곳도 있다.
프리패브화(化)한다는 것은 여러 가지로 이로운 점이 있다. 공장에서 부품을 만드는 것이므로 현장에서의 공사 기간이 단축된다는 것과, 증축이나 개축, 즉 주택의 성장발전이 이뤄지기 쉽다는 것을 들 수 있다.
주택의 성장 발전을 관찰해 보면 건물 전체가 질서 없이 성장하는 것이 아니라 어린이 방이 증축된다든지, 거실의 장식을 바꾼다든지, 설비를 새로운 형(型)으로 바뀐다든지 하는 식으로, 방마다 그 변화와 성장의 방식이 다르다. 건물이 부품화(部品化)되어 있으면 증축도 편하고, 변화시키기도 쉬운 것이 만들어진다.

## 같이 보기
- 고층 건물
- 중간재